# なぎスケ!
『なぎスケ!』は、2019年12月19日からAmazonプライム・ビデオにて配信されているバラエティ番組。俳優・タレントの草彅剛とユースケ・サンタマリアの2名の冠番組。

## 概要
草彅とユースケの2人が大人の趣味を増やすことをコンセプトとして、様々な企画に挑むリアル型バラエティ番組。毎回ゲストを呼び、ゲストの趣味や興味があることにMCの2人が一緒にチャレンジしていくことで、「心の底から夢中になれるモノ」を探求する。
2名は2018年3月31日に放送が終了したテレビ朝日系列の深夜バラエティ番組『『ぷっ』すま』でMCを務めていた「彅スケ」コンビであり、本番組の制作も『『ぷっ』すま』と同じケイマックスが担当し、事実上の後継番組となっている。2019年11月13日にYouTubeで予告動画が公開された。
以前の番組でも「超脱力系」とされていたMCの組み合わせだが、本番組では地上波よりもさらにゆるい雰囲気で番組を届けるとしている。
2020年11月19日よりシーズン2を配信。

## 出演者
MC
- 草彅剛
- ユースケ・サンタマリア

## スタッフ
- ナレーター：近藤サト
- 構成：すずきB、カツオ、つだぱん、小美野高明、町田裕章
- ヘアメイク：荒川英亮（草彅剛担当）、池田真希（ユースケ・サンタマリア担当）
- スタイリスト：黒澤彰乃（草彅剛担当）、横田太樹（ユースケ・サンタマリア担当）
- CG：ZYLA
- 編集：白取大（IMAGICA Lab.、#1,3,4）、蜂谷幸平（IMAGICA Lab.、#2,5）
- MA：松丸祐香（IMAGICA Lab.）
- 音効：吉田達朗（TSP）
- 技術協力：スウィッシュ・ジャパン、プログレッソ
- 美術協力：フジアール
- プロデュース：ケイマックス
- 製作著作：なぎスケ!製作委員会

## 配信リスト・ゲスト

### シーズン1
| #   | 配信日          | 内容                                                                     | ゲスト                          | その他出演者 |
| --- | --------------- | ------------------------------------------------------------------------ | ------------------------------- | --- |
| 001 | 2019年 12月19日 | なぎスケ！再会！                                                         |                                 | |
| 002 | 2019年 12月19日 | クレーンゲームの楽しさを知って欲しい！                                   | 酒井敏也                        | 山本大介 |
| 003 | 2019年 12月19日 | 最新クレーンゲームを体験！                                               | 酒井敏也                        | 川崎あや |
| 004 | 2019年 12月19日 | サバゲーに挑戦しよう！                                                   | 木下ほうか                      | 井戸田潤、鈴木咲                                                                                                 |
| 005 | 2019年 12月19日 | サバゲーに挑戦しよう！〜あの男が登場〜                                   | 木下ほうか                      | 井戸田潤、鈴木咲、江頭2:50、岡田佑里乃                                                                           |
| 006 | 12月26日        | 懐かしのゲームで大興奮！                                                 | 東幹久                          | 百瀬りえ、吉沢朱音                                                                                               |
| 007 | 2020年 1月2日   | 独身男３人で大人なBBQ!                                                   | 東幹久                          | 百瀬りえ、吉沢朱音                                                                                               |
| 008 | 1月9日          | 初めてのドローン体験！                                                   | 千秋                            | えりんぬ |
| 009 | 1月16日         | 目指せ！ドローン名人への道！                                             | 千秋                            | えりんぬ、☆HOSHINO、早川みゆき、川瀬もえ、藤田いろは                                                             |
| 010 | 1月23日         | 昭和レトロな純喫茶の魅力を堪能！                                         | 石井正則                        | |
| 011 | 1月30日         | 喫茶店巡り後編！何故か新宿の街中を猛ダッシュ!?                           | 石井正則                        | |
| 012 | 2月6日          | 最新キャンプを体験！                                                     | つるの剛士                      | |
| 013 | 2月13日         | 大人の冬キャンプを堪能！                                                 | つるの剛士                      | なぎさ |
| 014 | 2月20日         | チャーハンを極めたい男がやってきた！                                     | 鈴木浩介                        | |
| 015 | 2月27日         | なぎスケ飯店開店です！                                                   | 鈴木浩介                        | チャナナ沙梨奈                                                                                                   |
| 016 | 3月5日          | 最新VR体験で大絶叫!!                                                     | 眞鍋かをり                      | 小山順一朗（コヤ所長）                                                                                           |
| 017 | 3月12日         | ドキドキのVR体験に大興奮!                                                | 眞鍋かをり                      | 山本祥平（株式会社ORENDA VRプロデューサー）                                                                      |
| 018 | 3月19日         | 【粋】を学んで憧れの大人に大変身！                                       | MEGUMI                          | 福塚寛希（ふくづか鮨職人）、藤森大輝（ふくづかソムリエ）、 井上豪（梅花亭社長）、矢部慎太郎（帝 MIKADOオーナー） |
| 019 | 3月26日         | 粋な男の禁断の遊び！                                                     | MEGUMI                          | 矢部慎太郎（帝 MIKADOオーナー）、 香名恵（立方）、こま晶（地方）、千晴（半玉）                                   |
| 020 | 4月2日          | ゆる〜い室内スポーツで白熱のバトル！                                     | 狩野英孝                        | 萩原拓也（世界ゆるスポーツ協会理事）、金野美穂                                                                   |
| 021 | 4月9日          | ゆるスポーツで真剣勝負！                                                 | 狩野英孝                        | 萩原拓也（世界ゆるスポーツ協会理事）、金野美穂                                                                   |
| 022 | 4月16日         | オープンカーで運転技術向上へ！                                           | 東儀秀樹                        | 小俣司朗（教習所教官）                                                                                           |
| 023 | 4月23日         | ユースケ！脱ペーパードライバーはいかに？そして、なぎスケ、ついに壊れる!? | 東儀秀樹                        | 小俣司朗（教習所教官）、真木しおり                                                                               |
| 024 | 4月30日         | 肉体改造で「疲れない体」を手に入れろ!!                                   | 松尾諭                          | 中島史恵、MAKI（EZILトレーナー）、 MASAKO（EZILトレーナー）、SAYAKA（EZILトレーナー）                            |
| 025 | 5月7日          | 美人トレーナーとマンツーマントレーニング!!                               | 松尾諭                          | MAKI（EZILトレーナー）、MASAKO（EZILトレーナー）、 SAYAKA（EZILトレーナー）、犬童美乃梨                          |
| 026 | 5月14日         | 珠玉の名シーン＆未公開でお送りする傑作選第一弾！                         |                                 | |
| 027 | 5月21日         | 一挙公開!大傑作選第二弾！                                                |                                 | |
| 028 | 5月28日         | 白熱のクイズ対決！                                                       | 岡田結実                        | 井戸田潤 |
| 029 | 6月4日          | リモートクイズ完結編！                                                   | 岡田結実                        | 井戸田潤 |
| 030 | 6月11日         | 目指せマジシャン!?衝撃＆面白マジックをマスターしろ！                     | マギー                          | 牧原俊幸、K-SUKE、御寺ゆき、マギー審司                                                                           |
| 031 | 6月18日         | リモートで体感!世界レベルのマジック！                                    | マギー                          | 牧原俊幸、K-SUKE、御寺ゆき、マギー審司、 高重翔、塚原ゆうき、ALICE、滝沢涼                                       |
| 032 | 6月25日         | ディープなプライベートトークが続出！片桐仁と片桐式、粘土細工の遊び方！   | 片桐仁                          | |
| 033 | 7月2日          | 渾身のオリジナル粘土作品完成！                                           | 片桐仁                          | |
| 034 | 7月9日          | ドランクドラゴンと学ぶオタクの世界！                                     | ドランクドラゴン                | |
| 035 | 7月16日         | なぎスケの○○オタクが発覚！                                               | ドランクドラゴン                | |
| 036 | 7月23日         | 柄本時生と下北沢で未開拓のお店巡り!!                                     | 柄本時生                        | |
| 037 | 7月30日         | 熱望のご褒美争奪対決！                                                   | 柄本時生                        | |
| 038 | 8月6日          | 初めてのメガネ作りになぎスケ本気モード突入!?                             | 八嶋智人                        | |
| 039 | 8月13日         | 創業200年の絶品うなぎに舌鼓！                                            | 八嶋智人                        | |
| 040 | 8月20日         | お寺で学ぶ作法クイズでなぎスケが大人の男に生まれ変わる!?                 | 勝村政信                        | |
| 041 | 8月27日         | 珍しいペットに大興奮！                                                   | 勝村政信                        | |
| 042 | 9月3日          | 草彅のバイク愛が止まらない！西村和彦の自宅ガレージを遊び尽くす!!         | 西村和彦                        | |
| 043 | 9月10日         | 真夏の食材争奪BBQ大会！                                                  | 西村和彦                        | |
| 044 | 9月17日         | プロ直伝！究極の白米の炊き方を学ぶ!!                                     | 登坂淳一                        | |
| 045 | 9月24日         | 元NHKアナウンサーと日本語で遊ぼう！                                      | 登坂淳一                        | |
| 046 | 10月1日         | 原田龍二とプラモデルの魅力にハマる！                                     | 原田龍二                        | |
| 047 | 10月8日         | モデル作りに挑戦！                                                       | 原田龍二                        | |
| 048 | 10月15日        | ユースケ持ち込み企画！ゲーム実況を学ぶ！                                 | 丹生明里 ノブオ（ペンギンズ）   | |
| 049 | 10月22日        | 生配信ゲーム実況に挑戦！                                                 | 丹生明里 ノブオ（ペンギンズ）   | |
| 050 | 10月29日        | 勝手に大食い対決！                                                       | どぶろっく らすかる（YouTuber） | |
| 051 | 11月5日         | 勝手に大食い対決完結編！                                                 | どぶろっく らすかる（YouTuber） | |
| 052 | 11月12日        | 振り返りクイズ＆なぎスケワールド全開トーク！                             |                                 | |

### シーズン2
| #   | 配信日          | 内容                                                     | ゲスト                                                                 | その他出演者                   |
| --- | --------------- | -------------------------------------------------------- | ---------------------------------------------------------------------- | ------------------------------ |
| 001 | 2020年 11月19日 | Season2始まるよ！                                        |                                                                        | 斉藤和義 大熊英司              |
| 002 | 11月26日        | 狩野英孝とゲーム実況！                                   | 狩野英孝                                                               |                                |
| 003 | 12月3日         | ゲーム実況生配信の裏側を大公開！                         | 狩野英孝                                                               |                                |
| 004 | 12月10日        | 青山テルマとテニスに挑戦！                               | 青山テルマ                                                             |                                |
| 005 | 12月17日        | プロテニス選手となぎスケ流ハンデマッチ！                 | 青山テルマ                                                             |                                |
| 006 | 12月24日        | 実験！30分ノーカットへの道！                             | 井戸田潤（スピードワゴン）                                             |                                |
| 007 | 12月31日        | 30分ノーカットへの道 忘年会編                            | 井戸田潤（スピードワゴン）                                             |                                |
| 008 | 2021年 1月7日   | 睡眠中の草彅で遊んじゃおう！                             | 小沢一敬（スピードワゴン）                                             |                                |
| 009 | 1月14日         | なぎスケがリアルにやりたい事とは？                       | 小沢一敬（スピードワゴン）                                             |                                |
| 010 | 1月21日         | ユースケご褒美企画！えりぽんを探せ！                     | 生田衣梨奈（モーニング娘。'21） 木本武宏（TKO）                        |                                |
| 011 | 1月28日         | えりぽんorえみぽん!?ボウリング5番勝負!!                  | 生田衣梨奈（モーニング娘。'21） 木本武宏（TKO） 川村エミコ（たんぽぽ） |                                |
| 012 | 2月4日          | 新企画シリーズ！なぎスケvs女子プロ！                     | 柴田英嗣（アンタッチャブル）                                           |                                |
| 013 | 2月11日         | ダーツの女子プロとなぎスケ流真剣勝負！                   | 柴田英嗣（アンタッチャブル）                                           |                                |
| 014 | 2月18日         | クイズ！ほぼほぼ知ってるコトが出るクイズ！               | 久間田琳加 ぺこぱ                                                      |                                |
| 015 | 2月25日         | クイズ！ほぼほぼ知っている事が出るクイズ！完結編！       | 久間田琳加 ぺこぱ                                                      |                                |
| 016 | 3月4日          | 名バイプレーヤーと芝居で遊ぼう！                         | 野間口徹                                                               |                                |
| 017 | 3月11日         | 野間口徹と即興芝居で遊ぼう！                             | 野間口徹                                                               |                                |
| 018 | 3月18日         | なぎスケvs女子プロ！第二弾！                             | 金子昇                                                                 | 奥田玲生 村松さくら 小西さみあ |
| 019 | 3月25日         | 女子プロビリヤード対決！完結編                           | 金子昇                                                                 | 奥田玲生 村松さくら 小西さみあ |
| 020 | 4月1日          | 狩野英孝から和の世界を学ぼう！                           | 狩野英孝                                                               |                                |
| 021 | 4月8日          | 新企画「ニコイチ撮りまSHOW!」                            | 狩野英孝                                                               | 大熊英司                       |
| 022 | 4月15日         | クイズ！女性の職業は何でしょう？                         | 大久保佳代子                                                           | 熊本アイ                       |
| 023 | 4月22日         | なぎスケ大興奮！裸婦画デッサンに挑戦！                   | 大久保佳代子                                                           | 熊本アイ                       |
| 024 | 4月29日         | クイズに答えて食材争奪！クッキング対決！                 | 横山だいすけ                                                           | 大熊英司                       |
| 025 | 5月6日          | クッキング対決完結編！カレー王は誰だ!?                   | 横山だいすけ                                                           | 大熊英司                       |
| 026 | 5月13日         | 水原希子とたけのこ狩り！                                 | 水原希子                                                               |                                |
| 027 | 5月20日         | 水原希子と奥深いキノコの魅力を掘り下げる！               | 水原希子                                                               |                                |
| 028 | 5月27日         | 梶原善と伝説のそば屋に潜入！                             | 梶原善                                                                 |                                |
| 029 | 6月3日          | 梶原善とこだわりの立ち食い蕎麦店を味わい尽くす！         | 梶原善                                                                 |                                |
| 030 | 6月10日         | アイドルのダンス踊ってみた！                             | ぺこぱ ヒコロヒー                                                      |                                |
| 031 | 6月17日         | アイドルのダンス踊ってみた！完結編                       | ぺこぱ ヒコロヒー                                                      |                                |
| 032 | 6月24日         | 山之内すずから若者の流行りを学ぼう！                     | 田村亮（ロンドンブーツ1号2号） 山之内すず                              |                                |
| 033 | 7月1日          | 教えて山之内すず先生！完結編                             | 田村亮（ロンドンブーツ1号2号） 山之内すず                              |                                |
| 034 | 7月8日          | 人との会話ゼロ!?誰とも会わないショッピングに挑戦！       |                                                                        |                                |
| 035 | 7月15日         | なぎスケワールド全開！2人で餃子パーティ！                |                                                                        |                                |
| 036 | 7月22日         | 絶品料理争奪！早押しクイズバトル！                       | 藤森慎吾（オリエンタルラジオ）                                         |                                |
| 037 | 7月29日         | 藤森宅でトレジャーハンター！                             | 藤森慎吾（オリエンタルラジオ）                                         |                                |
| 038 | 8月5日          | 狩野英孝結婚お祝いパーティー！                           | 狩野英孝                                                               |                                |
| 039 | 8月12日         | 狩野英孝結婚お祝いパーティー！完結編                     | 狩野英孝                                                               |                                |
| 040 | 8月19日         | 浅草花やしきを貸し切ってみた！                           |                                                                        |                                |
| 041 | 8月26日         | 浅草花やしきを貸し切ってみた！完結編                     |                                                                        |                                |
| 042 | 9月2日          | グラビアアイドルをリモートで覗き見！                     |                                                                        |                                |
| 043 | 9月9日          | なぎスケ大興奮！グラビアアイドル企画後半戦！             |                                                                        |                                |
| 044 | 9月16日         | 女性の職業知ってみた！客室乗務員編！                     |                                                                        |                                |
| 045 | 9月23日         | 客室乗務員の仕事を知ってみた〜後編〜                     |                                                                        |                                |
| 046 | 9月30日         | ユースケの運転で横浜に行こう！                           |                                                                        |                                |
| 047 | 10月7日         | ユースケの運転で横浜に行きたい！〜後編〜                 |                                                                        |                                |
| 048 | 10月14日        | 豪華料理争奪！記憶力クイズ！                             |                                                                        |                                |
| 049 | 10月21日        | 豪華料理争奪！記憶力クイズ！〜後編〜                     |                                                                        |                                |
| 050 | 10月28日        | ソロキャンプの魅力を知ろう！                             | 西村瑞樹（バイきんぐ）                                                 |                                |
| 051 | 11月4日         | キャンプに目覚めたなぎスケ〜隣のテントであの男が大騒ぎ〜 | 西村瑞樹（バイきんぐ）                                                 | 江頭2:50                       |
| 052 | 11月11日        | 因縁のエガちゃんと最終の対決！                           | 西村瑞樹（バイきんぐ） 江頭2:50                                        |                                |